# Украинская железная дорога
Акционерное общество «Украинская железная дорога» (укр. Акціонерне товариство «Українська залізниця», сокр. АТ «Укрзалізниця» или «УЗ») — украинское государственное предприятие, акционерное общество с 2018 года, основной сферой деятельности которого являются перевозки железнодорожным транспортом. Является практически полным монополистом в сфере железнодорожных перевозок на Украине.
В 2015 году преобразовано в публичное акционерное общество «Украинская железная дорога».

## История
Имущественный комплекс сформирован на наследии СССР, оказавшемся на территории Украины к моменту провозглашения независимости. 24 августа 1991 года Верховный Совет УССР принял Акт провозглашения независимости Украины, согласно которому все имущество, находившееся в пределах границ бывшей УССР, включая и железные дороги, становилось собственностью Украины. Единственным исключением стал относившийся к Юго-Восточной железной дороге небольшой отрезок участка Гартмашевка — Чертково, который вплоть до ликвидации в 2018 году находился в собственности РЖД на арендуемой у Меловского района Луганской области территории. Территория Белгородского отделения ЮЖД была передана в 1992 году Юго-Восточной железной дороге.
На переходный период управление железными дорогами было передано администрации Юго-Западной дороги. 14 декабря 1991 года кабинет министров Украины выпустил постановление № 356, согласно которому создавалась государственная администрация железнодорожного транспорта Украины, получившая в подчинение 6 государственных железных дорог.
В январе 2017 года компания была переподчинена Кабинету министров Украины.
23 марта 2025 года, в результате кибератаки, была выведена из строя онлайн-инфраструктура железнодорожного оператора, однако на сами рейсы кибератака не повлияла.

## Инфраструктура
1614 станций, 120 основных вокзалов. Депо: 50 локомотивных, 43 вагонных, 13 вагонных пассажирских.
Подвижной состав: 57 700 грузовых вагонов, 3883 пассажирских вагона, 63 фирменных пассажирских поезда, 720 магистральных тепловозов, 1256 маневровых тепловозов, 1720 магистральных электровозов, 1693 секции электропоездов и дизель-поездов.

### Сообщение с соседними странами
Украинские железные дороги граничат с железнодорожными сетями следующих стран:
- Беларусь Белорусская железная дорога (одинаковая колея 1520 мм):
  - Заболотье — Хотислав (линия Ковель — Брест, не электрифицирована)
  - Удрицк — Горынь (линия Сарны — Лунинец, не электрифицирована)
  - Бережесть — Словечно (линия Овруч — Калинковичи, не электрифицирована)
  - Горностаевка — Терюха (линия Чернигов — Гомель, не электрифицирована)
  - Сновск — Тереховка (линия Бахмач — Гомель, не электрифицирована)
- Российские железные дороги (26 февраля 2022 года все пограничные ж/д переходы с Россией были уничтожены в связи с военным вторжением на территорию Украины[9]):
  -  Московская железная дорога:
    - Зёрново — Суземка (линия Конотоп — Брянск, электрификация 25 кВ)
    - Ворожба — Тёткино (не электрифицирована, с 2014 года регулярного движения нет)
    - Волфино — Глушково (линия Ворожба — Льгов, не электрифицирована, с 2014 года регулярного движения нет)

  -  Юго-Восточная железная дорога:
    - Пушкарное — Илек-Пеньковка (линия Сумы — Готня, не электрифицирована, с 2014 года регулярного движения нет)
    - Одноробовка — Козачок (линия Харьков — Готня, не электрифицирована, с 2014 года регулярного движения нет)
    - Казачья Лопань — Наумовка (линия Харьков — Белгород, электрификация 3 кВ)
    - Волчанск — Нежеголь (линия Купянск — Белгород, не электрифицирована, с 2014 года регулярного движения нет)
    - Тополи — Валуйки (электрификация 25 кВ)
    - Лантатровка — Выстрел (не электрифицирована)

  -  Северо-Кавказская железная дорога:
    - Красная Могила — Гуково (со стороны Украины электрификация 3 кВ, со стороны России электрификации нет). Де-факто контролируется Луганской железной дорогой (самопровозглашённой ЛНР)
    - Квашино — Успенская (электрификация 25 кВ). Де-факто контролируется Донецкой железной дорогой (самопровозглашённой ДНР)
- Крымская железная дорога:
  - Сиваш — Солёное Озеро (линия Запорожье — Симферополь, контактная сеть на пограничном мосту снята). Закрыта с 2014 года
  - Вадим — Армянск (линия Херсон — Джанкой, не электрифицирована). Закрыта с 2014 года

- CFM (одинаковая колея 1520 мм)
- Приднестровская железная дорога (одинаковая колея 1520 мм)

- Румыния (разрыв колеи 1520/1435 мм)

- Венгрия (разрыв колеи 1520/1435 мм)

- Словакия (разрыв колеи 1520/1435 мм):
  - Чоп — Чиена-над-Тиссой (электрификация 3 кВ)
  - Ужгород — Вельке-Капушаны (колея 1520 мм, электрификация 3 кВ)

- Польша (разрыв колеи 1520/1435 мм):
  - Ягодин — Дорохуск (совмещенная колея 1520/1435 мм от Ковеля до Хелма, не электрифицирована)
  - Изов — Хрубешув (колея 1520 мм, не электрифицирована)
  - Рава-Русская — Гребенне (не электрифицирована, движения с 2005 года нет)
  - Рава-Русская — Верхрата (не электрифицирована)
  - Мостиска — Пшемысль (электрификация 3 кВ, совмещенная колея 1520/1435 от Мостиски-1 до Пшемысля)
  - Старжава — Санок (не электрифицирована, движение поездов отсутствует)
  - переход Нижанковичи — Малховице разобран.

## Структура
| обособленные подразделения                                                                              | Код ЕГРПОУ ОП | местонахождение ОП                     |
| --- | ------------- | -------------------------------------- |
| Региональный филиал «Львовская железная дорога»                                                         | 40081195      | Львов                                  |
| Региональный филиал «Одесская железная дорога»                                                          | 40081200      | Одесса                                 |
| Региональный филиал «Южная железная дорога»                                                             | 40081216      | Харьков                                |
| Региональный филиал «Юго-Западная железная дорога»                                                      | 40081221      | Киев                                   |
| Региональный филиал «Приднепровская железная дорога»                                                    | 40081237      | Днепр                                  |
| Региональный филиал «Донецкая железная дорога»                                                          |               | Лиман                                  |
| Филиал «Винницатрансприбор»                                                                             | 40081242      | Винница                                |
| Филиал «Главный информационно-вычислительный центр»                                                     | 40081258      | Киев                                   |
| Филиал «Дарницкий вагоноремонтный завод»                                                                | 40081263      | Киев                                   |
| Филиал «Единый расчётный центр железнодорожных перевозок»                                               | 40081279      | Киев                                   |
| Филиал «Медиацентр» Магистраль                                                                          | 40081284      | Киев                                   |
| Филиал «Научно-исследовательский и конструкторско-технологический институт железнодорожного транспорта» | 40081293      | Киев                                   |
| Филиал «Панютинский вагоноремонтный завод»                                                              | 40081305      | Харьковская область, Лозовая, Панютино |
| Филиал «Проектно-конструкторское технологическое бюро информационных технологий»                        | 40081310      | Киев                                   |
| Филиал «Рефрижераторная вагонная компания»                                                              | 40081326      | Киевская область, Фастов               |
| Филиал «Староконстантиновский завод железобетонных шпал»                                                | 40081331      | Хмельницкая область, Староконстантинов |
| Филиал «Центр обеспечения производства»                                                                 | 40081347      | Киев                                   |
| Филиал «Центр охраны здоровья»                                                                          | 40081352      | Киев                                   |
| Филиал «Центр профессионального развития персонала»                                                     | 40081368      | Черкасская область, Золотоноша         |
| Филиал «Центр транспортного сервиса» Лиски                                                              | 40081373      | Киев                                   |
| Филиал «Центр управления промышленностью»                                                               | 40081389      | Киев                                   |
| Филиал «Центральная станция связи»                                                                      | 40081394      | Киев                                   |
| Филиал «Проектно-изыскательский институт железнодорожного транспорта»                                   | 40123423      | Киев                                   |
| Филиал «Стрыйский вагоноремонтный завод»                                                                | 40123439      | Львовская область, Стрый               |
| Филиал «Украинская железнодорожная скоростная компания»                                                 | 40123444      | Киев                                   |
| Филиал «Центр по ремонту и эксплуатации путевых машин»                                                  | 40123454      | Киев                                   |
| Филиал «Центр транспортной логистики»                                                                   | 40123465      | Киев                                   |
| Филиал «Центр строительно-монтажных работ и эксплуатации зданий и сооружений»                           | 41149437      | Киев                                   |
| Филиал «Энергосбыт»                                                                                     | 40150221      | Киев                                   |
| Филиал «Центр сервисного обеспечения»                                                                   | 40150237      | Киев                                   |
| Представительство в Российской Федерации и Республике Беларусь                                          |               | Москва                                 |
| Представительство в Польше и странах Балтии                                                             |               | Варшава                                |
| Филиал «Железнодорожная охранная компания»                                                              | 40478614      | Киев                                   |
| Филиал «Центр диагностики железнодорожной инфраструктуры»                                               |               | Киев                                   |

Региональные филиалы сохранили своё название со времён СССР, из-за чего названия Юго-Западной и Южной железных дорог не соответствуют их реальному расположению на карте Украины. После распада СССР были изменены только границы дорог, например, Белгородское отделение ЮЖД с дорогами, проходящими по территории России, было передано в 1992—1993 годах в состав Юго-Восточной железной дороги РЖД (Управление ЮВЖД расположено в городе Воронеже).
В 2014 году после оккупации Крыма Российской Федерацией участки Приднепровской железной дороги, расположенные на территории Крыма (большая часть бывшей Крымской дирекции), фактически перешли под управление созданной российскими властями полуострова Крымской железной дороги.

### Звания служащих
|       | Рядовой состав | Младший начальствующий состав | Средний начальствующий состав | Средний начальствующий состав | Средний начальствующий состав | Средний начальствующий состав | Старший начальствующий состав | Старший начальствующий состав | Старший начальствующий состав | Высший начальствующий состав | Высший начальствующий состав | Высший начальствующий состав | Заместитель Председателя Правления | Первый заместитель Председателя Правления | Председатель Правления |
| ----- | -------------- | ----------------------------- | ----------------------------- | ----------------------------- | ----------------------------- | ----------------------------- | ----------------------------- | ----------------------------- | ----------------------------- | ---------------------------- | ---------------------------- | ---------------------------- | ---------------------------------- | ----------------------------------------- | ---------------------- |
| Погон |                |                               | 1 кат.                        | 2 кат.                        | 3 кат.                        | 4 кат.                        | 1 кат.                        | 2 кат.                        | 3 кат.                        | 1 кат.                       | 2 кат.                       | 3 кат.                       |                                    |                                           |                        |

## Техническое состояние
По состоянию на 2013 год наблюдалось вхождение украинских железных дорог в фазу системного кризиса. Главными его особенностями были:
- Высокая изношенность тягового состава — средний износ составлял практически 90 %, на Донецкой и Приднепровской дорогах — почти 200 %[11]. К примеру, средний возраст электровоза на Донецкой железной дороге составлял 50,3 года, тепловоза — 30,5 лет[12].
- Высокая изношенность вагонного парка — в 2013 году средний возраст вагонов составил 28 лет[13]. Износ грузовых вагонов составил 89 %[12].
- Небольшие объёмы закупки нового подвижного состава, с которым имеется ряд серьёзных проблем. Ярким примером является эксплуатация скоростных поездов «Hyundai Rotem», которые были закуплены дочерней структурой УЗ «Украинская железнодорожная скоростная компания» перед проведением европейского чемпионата по футболу 2012 года. Первые поломки начали происходить ещё зимой 2012 года, а 12 февраля 2014 года «Укрзалізниця» была вынуждена приостановить эксплуатацию этих поездов по причине наличия у них серьёзных конструктивных недостатков, которые были устранены украинскими и корейскими специалистами в конце июля того же года. Ремонтные работы происходили за счет производителя, в рамках гарантийного обслуживания[14]. В марте 2014 года по факту эксплуатации технически неисправных поездов Генеральной прокуратурой Украины было возбуждено уголовное дело[15].

В 2014 году, по мнению советника министра инфраструктуры А. Кавы, «три четверти тепловозов на железной дороге и каждый третий электровоз эксплуатировались с просроченным ремонтом». В 2015 году министр инфраструктуры Украины А. Пивоварский назвал техническое состояние железной дороги «ужасающим»: «…больше 90 % тяги в неудовлетворительном состоянии. Около 80 % вагонов в неудовлетворительном состоянии. А по полотну говорить даже не буду. Из-за технического состояния полотна мы вынуждены притормаживать поезда „Интерсити+“ на некоторых участках, к сожалению. У нас скоростной поезд „Интерсити+“ становится не скоростным, а просто междугородним».
В 2016 году начался поэтапный процесс реформирования железнодорожного транспорта в основу концепции которого было заложено: обновление подвижного состава; повышение эффективности деятельности отрасли; создание условий для равного доступа к пользованию услугами; усовершенствование системы управления; создание благоприятных условий для привлечения инвестиций; интеграцию железнодорожного транспорта Украины в европейскую транспортную систему; обеспечение прозрачности денежной деятельности.
В 2018 году общий объём инвестиций на приобретение и модернизацию подвижного состава составил 18,4 млрд гривен. В частности, в этом году «Украинская железная дорога» приобрела 60 пассажирских вагонов и 2 секции электропоездов, модернизировала 226 пассажирских вагонов и 100 секций электропоездов. Для обеспечения грузовых перевозок была предусмотрена закупка 3550 полувагонов с привлечением кредита ЕБРР, изготовлено 3600 грузовых вагонов, модернизировано более 10 тыс. грузовых вагонов. Также запланировано модернизировать и модифицировать 50 грузовых и 29 пассажирских электровозов, 18 грузовых, 4 пассажирских и 62 маневровые тепловозы.
23 февраля 2018 года между «Украинскими железными дорогами» и General Electric было подписано рамочное соглашение на сумму $1 млрд и продолжительностью 15 лет. Соглашение предусматривает модернизацию 75 локомотивов, и поставки до 225 локомотивов GE серии Evolution до 2034 года и их долгосрочное техническое обслуживание. Ожидается, что на первом этапе сотрудничества будет поставлено 30 грузовых дизельных локомотивов ТЭ33А. Уровень локализации составит 10 %; на втором этапе сотрудничества предполагается увеличить уровень локализации производства до 40 %, вероятно, производство будет налажено на базе Крюковского вагоностроительного завода. Стоимость первой партии локомотивов оценивается в 140 млн долл. Приобретение осуществляется на условиях финансового лизинга через «Укрэксимбанк», с гарантиями американского Citibank. Стоимость одного локомотива составит около 4 млн долл. Скорее всего основным депо обслуживания станет Мелитопольское депо на Приднепровской железной дороге. По предварительным планам, с 30 тепловозов, которые получит АО «Укрзализныця» от американского производителя, 15 машин будет функционировать в рамках регионального филиала «Одесская железная дорога», на которых будут работать специалисты локомотивного депо Николаев. 

Поставка первых локомотивов состоялась уже осенью 2018 года и должна завершиться к концу первого квартала 2019 года: 15 мая 2018 на заводе GE, который расположен в городе Эри (штат Пенсильвания, США), началось строительство первого локомотива TE33A Evolution для АО «Укрзализныця» и 11 сентября 2018 первый локомотив «Тризуб» прибыл в порт Черноморск (первый за десять лет новый локомотив для парка Украинских железных дорог); в дальнейших планах Укрзализныци — принять локомотив в эксплуатацию и задействовать его для перевозки грузов. 

25 сентября было отгружено второй локомотив, а уже в ночь на 26 сентября прибыла партия из 6 тепловозов. Окончательная их доукомплектование будет проводиться на Крюковском вагоностроительном заводе, после этого они будут приняты в эксплуатацию и начнут перевозить грузы. Во второй половине октября происходило финальное доукомплектования 8 локомотивов. 

24 октября 2018 ещё 7 локомотивов General Electric прибыли в порт Черноморск, которые утром начали выгружать с судна. Они, как и 8 предыдущих, отправятся на Крюковский вагоностроительный завод для окончательного укомплектования.
8 ноября первый локомотив, который получил номер ТЕ33АС-2001, проходил пробег испытания на отрезке Кременчуг — Ромодан. 

19 ноября 2018 года ещё пять локомотивов производства «General Electric» выгрузили в МП «Черноморск».
13 декабря первый локомотив «Тризуб» отправился в первый рейс. «Укрзализныця» намерена задействовать новый подвижной состав на Мелитопольском, Николаевском и Мариупольском направлениях. 

Последние 5 локомотивов прибыли на Украину 1 февраля 2019 года, на этом первый этап контракта в 30 локомотивов выполнен: 15 локомотивов уже введены в эксплуатацию, по остальным 15 продолжается доукомплектование на Крюковском вагоностроительном заводе.
В июле 2019 года «Укрзализныця» подписала меморандум с компанией Toshiba для решения проблемы дефицита маневровых локомотивов в парке компании.
В октябре 2019 года директор по стратегическому развитию и инвестиционной политике Антон Саболевский сообщил о намерении совершить в ближайшие два года раздел компании на грузового, пассажирского и инфраструктурного оператора по примеру Германии, Польши и Франции.
В январе 2020 года в кулуарах Всемирного экономического форума в Давосе был подготовлен договор на 10 лет, по которому инженерно-консалтинговая компания Deutsche Bahn по инфраструктурным, мобильным и транспортным проектам Engineering & Consulting будет консультировать и поддерживать украинскую железную дорогу в предпринимательских и технических вопросах.
В 2023 году Европейский Союз впервые выделяет средства на развитие евроинтеграционной железнодорожной инфраструктуры «Украинских железных дорог». Средства пойдут на реконструкцию старых путей и строительство железнодорожных пунктов пропуска со странами ЕС — Польшей, Словакией, Венгрией и Румынией. Финансирование выделяется в рамках денежного инструмента Connecting Europe Facility (CEF).

## Финансовые показатели
Ключевые показатели за 2015 год:

Объём пассажирооборота — 35,9 млрд пкм.
Объём грузооборота — 195,1 млрд ткм.

Выручка — 2,75 млрд долл. США

EBITDA — 0,81 млрд долл. США

Чистая прибыль — 0,1 млрд долл. США

CAPEX — 0,2 млрд долл. США
Убытки «Украинских железных дорог» от пассажирских перевозок в 2009 году составили свыше ₴5,2 млрд ($652 млн), в том числе от пригородных — ₴2,6 млрд ($326 млн)
Политический кризис привёл к ухудшению финансового состояния Украинских железных дорог. К весне 2015 года грузоперевозки упали на четверть по сравнению с 2014 годом в связи с износом основных фондов, общим падением экономики, а также началом войны на Донбассе — одном из крупнейших железнодорожных узлов страны. В течение 2014—2015 годов тарифы на перевозки дважды повышались — суммарно почти на 50 %. Несмотря на это, 12 мая 2015 года Укрзализныця не смогла расплатиться по еврооблигациям на $500 млн, что фактически означало объявление технического дефолта. Общая же сумма долга компании составила 37,5 млрд гривен, из них внутренний долг — 22 млрд гривен.
С 27 декабря 2014 года, на основании решения СНБО Украины, прекращено пассажирское и грузовое сообщение с Крымом, территория которого рассматривается Украиной как временно оккупированная Российской Федерацией. В связи с этим пассажирские поезда крымского направления курсируют до Новоалексеевки и Херсона. Доставка грузов в направлении полуострова с материковой части Украины осуществляется только до контрольных пунктов въезда и выезда из Крыма — станции Вадим в Херсонской области.
10 ноября 2016 года «Укрзализниця» запустила мобильную версию интернет-сайта по продаже железнодорожных билетов. По словам Бальчуна, запускается универсальная мобильная версия сайта для смартфонов под любую операционную систему.
За 2016 год компания выплатила около 15 млрд гривен налогов и получила 303 миллиона гривен прибыли.

## Электрификация
С обретением независимости Украины остро стал вопрос себестоимости перевозок. Высокие цены на нефтепродукты делают дизельную тягу экономически невыгодной.
Один из путей решения проблемы, принятый правительством Украины, — электрификация железных дорог. Однако особенностью сети железных дорог Украины является то, что со времён СССР отдельные участки пути были электрифицированы по-разному:
- в начале электрификации её вели на постоянном токе напряжением 3 кВ, это были основные загруженные пути в районах Донбасса, Криворожья, от Львова через Карпатские перевалы в Закарпатье, от Харькова через Приднепровье в Крым;
- в последующем другая часть железнодорожных путей Украины электрифицировалась на переменном токе напряжением 25 кВ (повышенное напряжение даёт экономию на электроматериалах, на резком сокращении затрат на строительство электроподстанций, а также допускает передачу большей электрической мощности на локомотив, то есть позволяет вести более тяжеловесные составы и ускорить движение). Так электрифицировалась центральная Украина (включая Киев и направление на Москву), выходы к портам Одессы, пути Киев — Львов сначала через Бердичев, затем через Коростень и Тернополь.

При электрификации перспективных участков железнодорожной сети Украины сейчас предпочтение отдают переменному току более высокого напряжения (~25 кВ). Однако если нужно электрифицировать участок пути в окружении сети с постоянным током (=3 кВ), то и на этом участке приходится использовать это пониженное напряжение =3 кВ.
С 1991 по 2011 годы были электрифицированы следующие участки общей длиной более 1700 км (жирным шрифтом выделены основные магистральные направления):
- Раздельная — Кучурган (на границе с Молдавией), ОдЖД (10 км\ ~25 кВ) — 1991.
- Львов — Сихов, ЛьвЖД (12 км \ =3 кВ) — 1992.
- Красне — Тернополь — Подволочиск (ЛьвЖД \ ЮЗЖД) — Хмельницкий — Жмеринка (308 км \ ~25 кВ). Сроки электрификации: Красне — Злочев (26 км) — 1995; Злочев — Тернополь (64 км) — 1997; Жмеринка — Хмельницкий — Гречаны (106 км) — 1997; Тернополь — Подволочиск (51 км) — 1998; Подволочиск — Гречаны (61 км) — 1999.
- Здолбунов — Ровно — Киверцы — Луцк — Ковель, ЛьвЖД (161 км \ ~25 кВ). Сроки электрификации: Здолбунов — Ровно (12 км) — 1998; Ровно — Киверцы (один путь) (65 км) — 2001; Киверцы — Ковель (71 км) — 2001; Киверцы — Луцк (13 км) — 2003.
- Нежин — Чернигов, ЮЗЖД (83 км \ ~25 кВ) — 20.08.1999.
- Воронежская — Шостка, ЮЗЖД (11 км \ ~25 кВ) — 2004.
- Борщаговка — Грушки, ЮЗЖД (5 км \ ~25 кВ) — 2005.
- Конотоп — Ворожба, ЮЗЖД (один путь) (77 км \ ~25 кВ) — 06.2010, второй путь 06.2014 (фрагмент хода Киев — Сумы — Харьков).
- Коростень — Шепетовка, ЮЗЖД (151 км \ ~25 кВ)[44]. Сроки электрификации: Коростень — Яблонец (42 км) — 2005; Яблонец — Шепетовка (109 км) — 2006.
- Фастов — Житомир, ЮЗЖД (101 км \ ~25 кВ) — 08.2011 (фрагмент хода Киев — Фастов — Житомир — Новоград-Волынский — Шепетовка).
- Дебальцево — Красная Могила, ДонЖД (125 км \ =3 кВ) — 1999 (фрагмент хода восток-запад в Россию через станцию Гуково Северо-Кавказской железной дороги РЖД).
- Дебальцево — Луганск, ДонЖД (68 км \ =3 кВ). Сроки электрификации: Дебальцево — Коммунарск (35 км) — 2005; Коммунарск — Родаково (22 км) — 2006; Родаково — Луганск (21 км) — 2007.
- Яготин — Гребёнка (ЮЗЖД \ ЮЖД) — Полтава-Киев. — Огульцы (~25 кВ\=3 кВ) — Люботин-Западный (366 км). Сроки электрификации: Яготин — Гребёнка (47 км) — 1994; Гребёнка — Лубны (42 км) — 1996; Лубны — Ромодан (30 км) — 1998; Ромодан — Миргород (26 км) — 1999; Миргород — Гоголево (14 км) — 2000; Гоголево — Сагайдак (25 км) — 2001; Сагайдак — Полтава-Киевская (51 км) — 2002; Полтава-Киевская — Божков (36 км) — 2004; Божков — Коломак (40 км) — 2006; Коломак — Огульцы (44 км) — 2007 (все участки — ~25 кВ); Огульцы — Люботин-Западный (6 км \ =3 кВ) — 2007.
- Полтава — Кременчуг — Бурты (ЮЖД \ ОдЖД) — Користовка (194 км \ ~25 кВ). Сроки электрификации: Користовка — Кременчуг (59 км) — 2008; Полтава-Киевская — Полтава-Южная (узел, 18 км) — 2008; Полтава Южная — Малая Перещепинская (23 км) — 2011; Малая Перещепинская — Кременчуг (94 км) — 05.2012.
- Полтава — Красноград  — Лозовая, ЮЖД (176 км \ ~25 кВ) — 05.2012.
- Потоки — Золотнишино, ЮЖД (6 км \ ~25 кВ) — 09.2018.
- Коростень-Житомирский — Пост Южный, ЮЗЖД (4,2 км \ ~25 кВ) — 01.2021.
- пост 5 км — разъезд 12 км (новый второй путь на участке Черноморская — Береговая), ОдЖД (6,8 км \ ~25 кВ) — 11.2021.
- Васильков-1 — Васильков-2, ЮЗЖД (11 км \ ~25 кВ) — 12.2021.
- Ковель — Изов, ЛьвЖД (~80 км \ ~25 кВ) — 2022
- им. Тараса Шевченко — Смела — Черкассы, ОдЖД (30 км \ ~25 кВ) — 2022

В процессе электрификации:
- Долинская — Николаев  — Колосовка, ОдЖД (229 км \ ~25 кВ) — Работы начаты в 2022 г.

В будущем планируется:
- Долинская — Николаев  — Колосовка, ОдЖД (229 км \ ~25 кВ) (начнется в 2022 году, осуществляется в кредит);
- Житомир — Новоград-Волынский, ЮЗЖД (91 км \ ~25 кВ);
- Бердичев — Житомир — Коростень — Выступовичи — Госграница (ЮЗЖД \ БЧ) — Калинковичи (252 км \ ~25 кВ);
- Ворожба (ЮЗЖД \ ЮЖД) — Сумы  (49 км \ ~25 кВ) ;
- Николаев — Херсон, ОдЖД (55 км \ ~25 кВ);
- Волноваха — Камыш-Заря (ДонЖД \ ПриднЖД) — Запорожье (217 км \ =3 кВ);
- Красноград (ЮЖД \ ПриднЖД) — Новомосковск  (98 км \ =3 кВ).
- Чернигов — Горностаевка — Госграница (ЮЗЖД \ БЧ)  — Гомель (105 км \ ~25 кВ);
- Черкассы (ОдЖД \ ЮЖД) — Гребёнка (82 км \ ~25 кВ);
- Белгород-Днестровский — Арциз — Измаил, ОдЖД (156 км \ ~25 кВ)

Общая длина электрифицированных линий составит[когда?] около 1400 км.
Цель проекта электрификации в сторону белорусской границы — связать Республику Беларусь с морскими портами одесского региона. Это вызвано тем, что Белорусская железная дорога электрифицировала напряжением ~25 кВ следующие участки своих железных дорог: Осиповичи — Жлобин — Гомель; Молодечно — Гудогай — граница с Литвой; электрифицируется участок Жлобин — Калинковичи — Барбаров (Мозырский НПЗ) (участок до Светлогорска-на-Березине электрифицирован в 2020 году). В перспективе рассматриваются планы дальнейшей электрификации для транзита: Калинковичи — граница с Украиной в направлении Овруч-Коростень; Гомель — граница с Украиной в направлении Горностаевка — Чернигов; Жлобин — Могилёв — Орша — Витебск (возможно и продолжение на север до границы с Россией — в направлении на Санкт-Петербург).

## Программа внедрения скоростного движения поездов
При СССР и в первые годы независимости основные дальние железнодорожные перевозки осуществлялись ночными поездами. Объёмы пассажирских перевозок в 1990-е годы существенно падали.
Внедрение скоростных и ускоренных поездов тесно связано с именем Георгия Кирпы. Было показано, что один вагон дневного поезда (68 мест) на большинстве направлений может перевезти в 2,5 раза больше пассажиров, чем плацкартный (54 места) за счёт полного оборота за сутки. Это существенно улучшало экономику перевозок.
Программа запуска скоростного движения началась в августе 2002 года с запуском скоростного поезда Киев — Харьков. Собственно скоростными поездами (максимальная скорость до 140 км/ч) до мая 2012 года являлись поезда на двух направлениях:
- Киев — Харьков (2002)
- Киев — Днепр (2003)

Для их запуска была проведена существенная реконструкция инфраструктуры, в том числе электрификация, увеличение радиуса кривых, перекладка пути, внедрение стрелок с непрерывной поверхностью качения. В поездах используются новые вагоны Крюковского вагоностроительного завода и электровозы ЧС7, ЧС8, ДС3.
Кроме перечисленных поездов, существуют ускоренные (максимальная скорость до 120 км/ч):
- 1/2 Ивано-Франковск — Константиновка
- 3/4 Запорожье — Ужгород
- 7/8 Киев — Ивано-Франковск
- 7/8 Одесса — Харьков
- 9/10 Киев — Мариуполь
- 11/12 Киев — Новоалексеевка («Славутич»)
- 11/12 Львов — Одесса («Західний Експрес»)
- 15/16 Харьков — Рахов («Владислав Зубенко»)
- 17/18 Харьков — Ужгород («Мрія»)
- 19/20 Киев — Лисичанск
- 29/30 Киев — Ужгород
- 37/38 Киев — Запорожье

Значительная часть перевозок выполняется электропоездами повышенного комфорта, многие из которых по скорости сопоставимы с ускоренными. Скоростное движение на Украине по скорости значительно уступает Западной Европе. Но, с другой стороны, цена доступна для всех слоёв населения и, таким образом, дневные поезда конкурируют в основном не с авиа-, а с автотранспортом.
Проект скоростного движения предполагает сообщение между всеми наибольшими городами.
На 2010 год программа находилась в стадии разделения пассажирского и грузового движения. В рамках программы было выполнено:
- уложены 5,2 тысячи км бесстыкового «бархатного» пути;
- проведена реконструкция стальных магистралей и их инфраструктуры по направлениям Киев—Харьков (532 км), Киев—Днепр (484 км), Киев — Хутор-Михайловский — в направлении на Москву (356 км);
- введены в эксплуатацию 370 бесстыковых стрелочных переводов с непрерывной поверхностью катания;
- уложены 3,3 тысячи км путей на железобетонных шпалах с упругими скреплениями;
- увеличена скорость движения пассажирских поездов до 140 км/ч на более чем 1,2 тысячи км главных путей магистральных направлений;
- изготовлены и внедрены на Украинских железных дорогах 42 путевых и 21 рельсосварочная машины (на экспорт поставлено около 2 тысяч рельсосварочных машин);
- достигнутый суммарный технико-экономический эффект от внедрения новых технических решений, а также ресурсосберегающих технологий и оборудования превышает 3 млрд грн.Реализация проекта (недоступная ссылка)

В январе 2011 года Укрзализныця заключила договор с корейской компанией Hyundai, согласно которому в 2012 году получила 10 скоростных составов (скорость до 200 км/ч). При этом, помимо поездов, Украинские железные дороги получают и технологии, планируя в будущем производить скоростные поезда на украинских заводах.
В апреле 2011 года Министерство инфраструктуры Украины огласило планы по созданию скоростного железнодорожного маршрута на направлении Киев — Москва под рабочим названием «Славутич-Сапсан». Через месяц Украинские железные дороги и РЖД объявили о соответствующей договоренности. Общая длина пути должна была составить 830 км, 510 из которых должны были пройти по территории России, время в пути — 4 часа. Предварительная стоимость реализации проекта оценивалась $10 млрд.. Однако дальнейшего развития проект не получил.
В 2011 году Государственная администрация железнодорожного транспорта Украины («Укрзалізниця») подписала договор с Тбилисским электровозостротельным заводом (АО «Электровозостроитель») (Грузия) на поставку 110 магистральных грузовых электровозов ВЛ11М/6.
15 марта 2012 года в Одесский торговый порт прибыл первый скоростной состав HRCS2 производства Hyundai. В течение 2012 года прибыло ещё 9 поездов данного производителя, а также 2 поезда EJ 675 производства Škoda Works.
В 2013 году закуплены 2 скоростных поезда ЭКр1 производства Крюковского вагоностроительного завода.
Графиком 2018—2019 года предусмотрены скоростные (до 160 км/час) поезда категории «Интерсити+» сообщением:
- № 705/706, № 715/716 Киев — Пшемысль
- № 711/712 Киев — Константиновка
- № 719/720, № 721/722, № 723/724, № 725/726 Киев — Харьков
- № 731/732 Киев — Запорожье
- № 733/734 Киев — Покровск
- № 743/744 Дарница — Киев — Львов
- № 763/764 Киев — Одесса

Также курсируют скоростные поезда категорий «Интерсити» и «Региональный экспресс» по маршрутам:
- № 719/720 Харьков — Киев
- № 729/730 Харьков — Геническ (в летнее время)
- № 737/738 Киев — Запорожье
- № 739/740 Киев — Кривой Рог
- № 747/748 Киев — Тернополь
- № 749/750 Киев — Ивано-Франковск
- № 751/752 Здолбунов — Хелм
- № 765/766 Киев — Херсон
- № 769/757-770/758 Киев — Каменец Подольский, Могилев-Подольский
- № 771/772 Киев — Хмельницкий
- № 773/774, 777/778, 783/784, 785/786 Киев — Шостка
- № 775/776 Киев — Харьков
- № 779/780 Винница — Киев — Сумы
- № 781/782 Киев — Черкассы
- № 790/789-792/791 Киев — Кропивницкий — Кременчуг
- № 797/798 Харьков — Запорожье

Ранее курсировали скоростные поезда категорий «Интерсити» по маршрутам:
- Харьков — Донецк (отменён в 2014 году из-за начавшейся войны в Донбассе)
- Донецк — Днепр (отменён в 2014 году из-за начавшейся войны в Донбассе)
- Харьков — Симферополь (отменён в 2013 году из-за аннексии Крымского полуострова Российской Федерацией)
- Днепр — Симферополь (отменён в 2013 году из-за аннексии Крымского полуострова Российской Федерацией)
- Донецк — Симферополь (отменён в 2013 году из-за аннексии Крымского полуострова Российской Федерацией)

## Председатели Правления (до 1993 года — президенты, до 2015 года — генеральные директора)
- Борис Олейник (14 декабря 1991 — 9 августа 1993)
- Леонид Железняк[укр.] (9 августа 1993 — 14 февраля 1997)
- Анатолий Слободян[укр.] (7 апреля 1997 — 12 апреля 2000)
- Георгий Кирпа (24 апреля 2000 — 27 декабря 2004)
- Владимир Корниенко[укр.] (5 января — 24 февраля 2005)
- Зенко Афтаназив[укр.] (март — ноябрь 2005)
- Василий Гладких[укр.] (30 ноября 2005 — 2006)
- Владимир Козак (23 августа 2006 — 8 ноября 2007)
- Пётр Науменко[укр.] (5 декабря — 24 декабря 2007)
- Василий Мельничук (29 декабря 2007 — 17 декабря 2008)
- Михаил Костюк (17 декабря 2008 — 18 марта 2011)
- Владимир Козак (21 марта 2011 — 24 декабря 2012)
- Сергей Болоболин[укр.] (28 января 2013 — 19 марта 2014)
- Борис Остапюк[укр.] (1 апреля — 26 ноября 2014)
- Максим Бланк[укр.] (и. о. 2014 — 7 июля 2015)
- Александр Завгородний[укр.] (и. о., 7 июля 2015 — 30 марта 2016)
- Виталий Жураковский[50] (и. о. 25 мая — 6 июня 2016)
- Войцех Бальчун (6 июня 2016 — 9 августа 2017)[51][52][53]
- Евгений Кравцов[укр.] (и. о. 2016, 10 августа 2017 — 10 января 2019; 10 января 2019 — 29 января 2020)[54][55][56]
- Желько Марчек[укр.] (и. о. 5 февраля — 15 апреля 2020)[57]
- Иван Юрик[укр.] (и. о. 16 апреля — 24 сентября 2020)
- Владимир Жмак[укр.] (26 августа 2020 — 17 марта 2021)
- Иван Юрик[укр.] (и. о. 17 марта — 11 августа 2021)
- Александр Камышин (и. о. 11 августа 2021 — 1 апреля 2022, 1 апреля 2022 — 27 февраля 2023)
- Евгений Лященко[укр.] (с 21 марта 2023)